# Llacuna de Villena

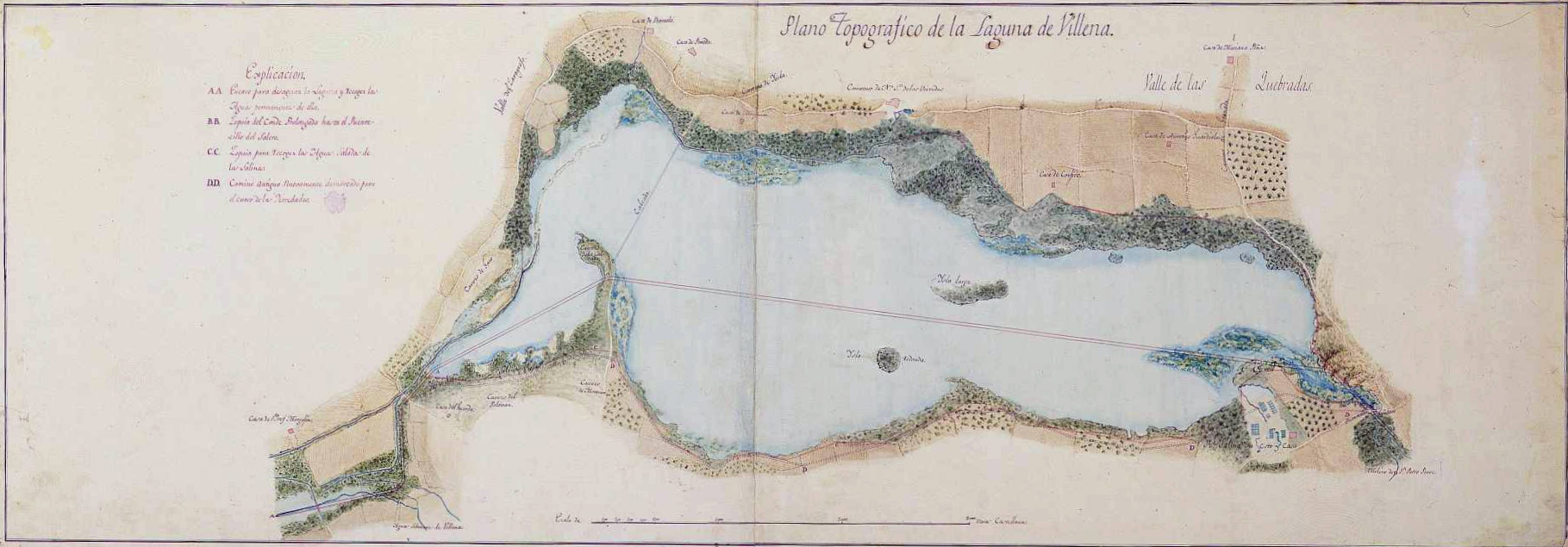
Mapa topogràfic de la Llacuna de Villena alçat al voltant de 1790, amb vista a la seua dessecació.

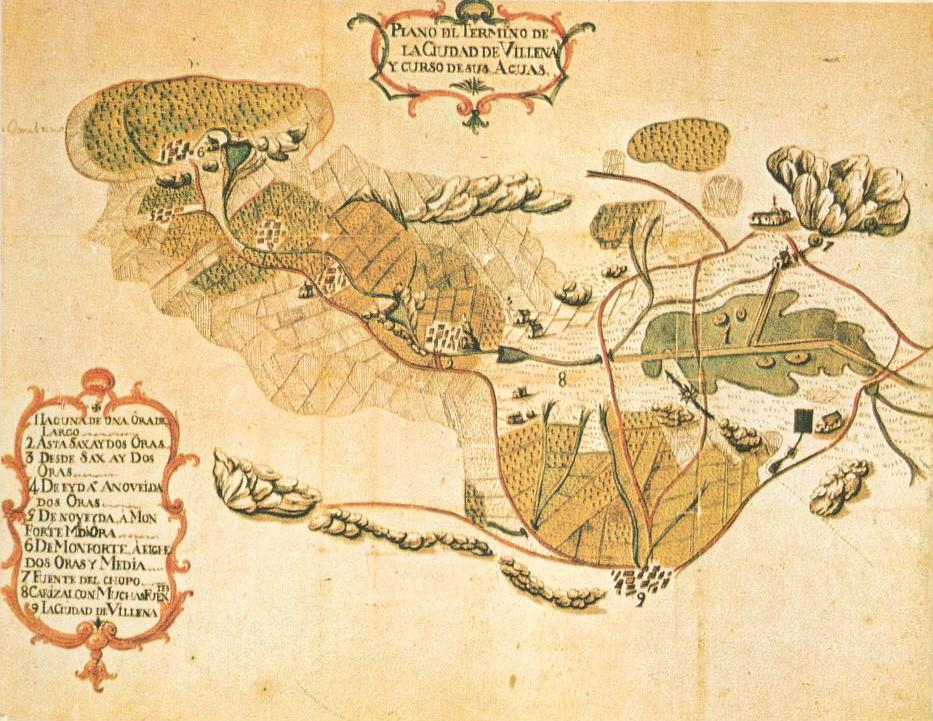
Terme de la Ciutat de Villena i curs de les seues aigües, de 1750.

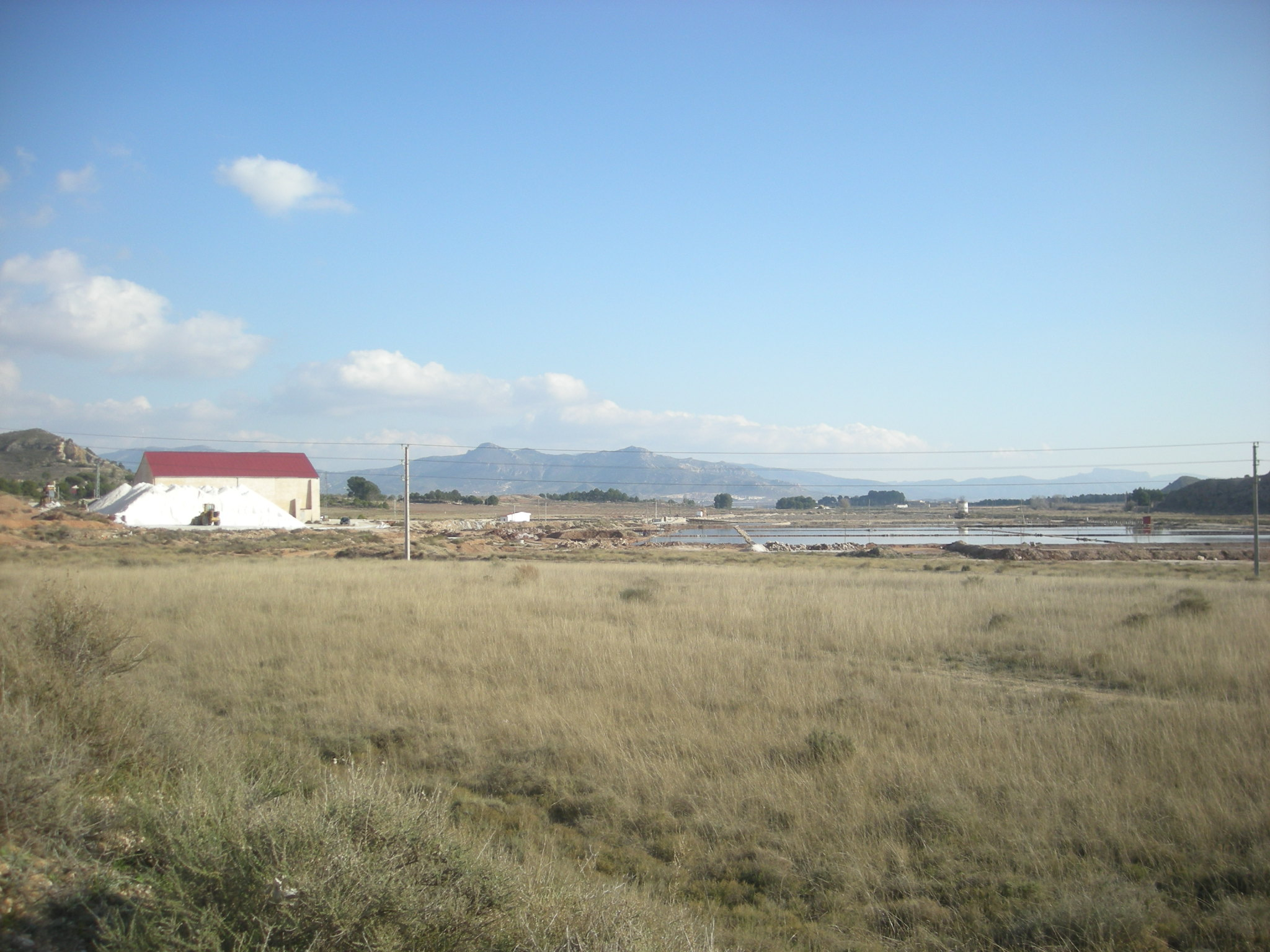
Saler de Penalva, a la riba de l'antiga llacuna.

La llacuna de Villena va ser una llacuna salobre que es trobava en el terme municipal de Villena (País Valencià). Es va dessecar en 1803 per ordre de Carles IV d'Espanya.

## Història
La llacuna de Villena, juntament amb la de Salines (uns quilòmetres al sud), estava originada per un fenomen d'endorreisme. És a dir, les aigües no trobaven eixida i allí s'acumulaven. L'ecosistema generat gràcies a l'estancament de les aigües va permetre el desenvolupament d'un biòtop de gran riquesa faunística, com va ressaltar l'infant Don Joan Manuel, senyor de Villena, en el seu Llibre de la Caça:
| « | Et Villena ay mejor lugar de todas las caças que en todo el Regno de Murçia Et aun dize don Iohan que pocos lugares yio el nunca tan bueno de todas las caças, ca de çima del alcaçar vera omne caçar garças e anades e gruas con falcones e con açores e perdices e codornices e a otras aves llaman flamenques que son fermosas aves e muy ligeras para caçar sinon porque son muy graves de sacar del agua ca nunca estan sinon en muy gran laguna de agua salada. | » |

El suggeriment de deus salines en diferents punts del llit va propiciar l'establiment de diverses salines, que apareixen ja citades en la Relació enviada a Felip II de Castella el 1575:
| « | En el termino de Villena ay dos sitios de salinas que en ellos se fabrica sal de agua sacada a mano de pozos, que las unas se llaman las del Cabeço Polvogad, y las otras las de el Angostillo. Ay una laguna de media legua de largo en medio de las dos, rasa, que no produze yerba. | » |

No obstant això, la llacuna no només comportava riqueses, sinó que també estava en l'origen de les febres tercianes (que reapareixien cada tres dies), un dels principals motius -juntament amb l'interés d'altres ciutats, sobretot Elx, a augmentar els seus recursos hídrics- pels quals es va començar a considerar-ne la dessecació.

### Dessecació
El 23 d'abril de 1803, Carles IV d'Espanya va ordenar al seu arquitecte major, Juan de Villanueva, les obres de dessecació. La principal obra va ser la que es va dir Séquia del Rei, que servia i serveix per evacuar les aigües de la conca al riu Vinalopó. A més, després de la dessecació van quedar al descobert les diferents deus, que es van poder separar entre salobres i dolces. Després de l'obra, es va amollonar un terreny de 1704 hectàrees cultivables que es va anomenar Demarcació de la Llacuna.

### Noves terres
Aquestes terres guanyades es van lliurar a uns colons (anomenats llacuners) que pagaven un delme per elles. Es regaven principalment amb les aigües de la "Font del Xop", localitzada a la pedania de las Virtudes. Per la cessió d'aquesta aigua de reg a localitats com Elda o Elx, Villena cobrava un elevat cànon que rebien les arques municipals. En 1899 la llacuna es va recuperar en part, fins a aconseguir 4 metres de profunditat, després de dos dies seguits de pluges torrencials.